# NGC 6416
NGC 6416 ist die Bezeichnung eines offenen Sternhaufens im Sternbild Skorpion. NGC 6416 hat einen Durchmesser von 15’ und eine scheinbare Helligkeit von 5,7 mag. Das Objekt wurde am 13. Mai 1826 von James Dunlop entdeckt.